# Begegnung Friedrichs II. mit Kaiser Joseph II. in Neisse im Jahre 1769

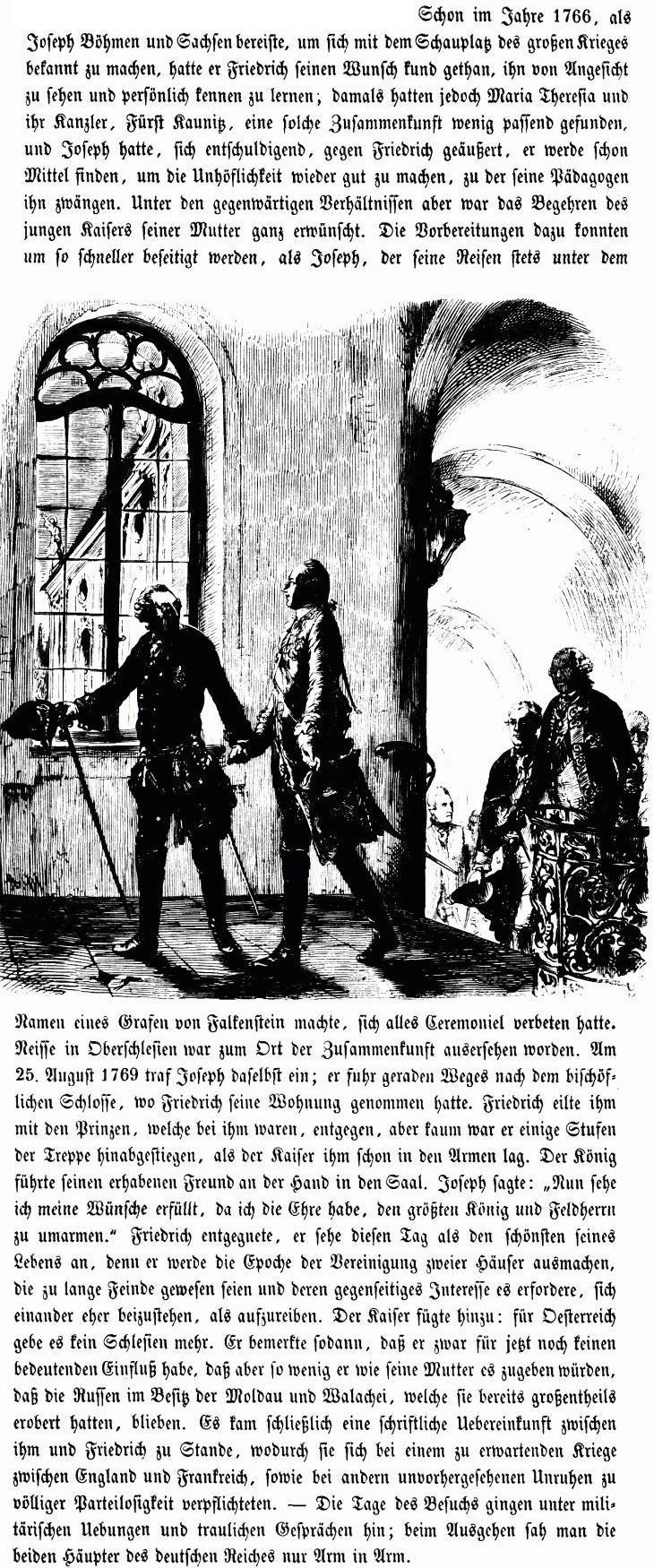
Franz Kuglers Beschreibung der Begegnung zwischen Friedrich und Joseph mit Adolph Menzels Illustration (1840)

Begegnung Friedrichs II. mit Kaiser Joseph II. in Neisse im Jahre 1769 ist ein Historiengemälde von Adolph Menzel. Er malte es in den Jahren 1855 bis 1857 im Auftrag der Verbindung deutscher Kunstvereine für historische Kunst. Bildgegenstand ist das Treffen König Friedrichs II. von Preußen und Kaiser Josephs II. in Neisse am 25. August 1769.

## Bildthema
Im Österreichischen Erbfolgekrieg 1740–1748 und im Siebenjährigen Krieg 1756–1763 waren Preußen unter Friedrich II. und Österreich unter Maria Theresia erbitterte Gegner. Die langjährigen Kämpfe endeten für die Habsburgermonarchie mit dem Verlust Schlesiens.
Maria Theresias Sohn Erzherzog Joseph, seit 1765 Kaiser des Heiligen Römischen Reichs, bewunderte den aufgeklärten Monarchen Friedrich für seine militärischen, administrativen und wirtschaftlichen Erfolge und bemühte sich ab 1766 um eine Begegnung mit ihm. Nach anfänglichem Widerstand Maria Theresias kam die Begegnung 1769 in der grenznahen Residenzstadt Neisse zustande, wo Friedrich sich zu Militärmanövern aufhielt. Joseph traf als Graf von Falkenstein gegen Mittag des 25. August in Neisse ein und begab sich unmittelbar zum fürstbischöflichen Schloss, wo Friedrich ihn empfing. An der Begegnung nahmen ranghohe Adlige und Militärs beider Seiten teil. Der Kaiser und der König blieben bis zum 28. August in Neisse. Tagsüber beobachteten sie die preußischen Manöver, abends besuchten sie die Opéra comique.

## Bildbeschreibung

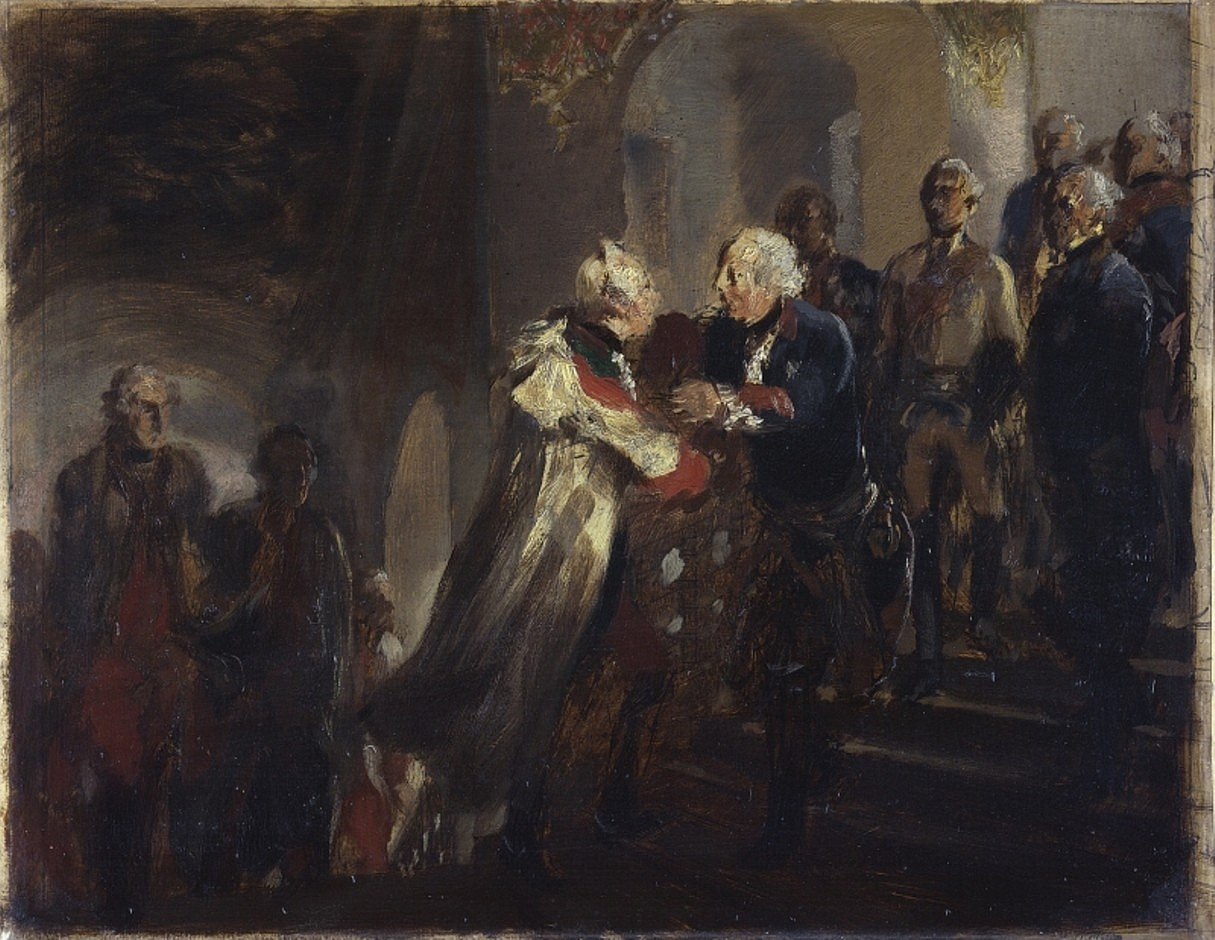
Kleinformatige Ölskizze von Menzel

Adolph Menzel, der die Episode als Thema für das von der Verbindung deutscher Kunstvereine für historische Kunst bestellte Historienbild selbst auswählte, war mit der Szene seit der Zeit vertraut, als er für Franz Kuglers Geschichte Friedrichs des Großen von 1840 die Illustrationen gezeichnet hatte. Kugler schmückt die Begegnung romanhaft aus und liefert dem Künstler willkommene Details. Demnach fand die Begegnung der Herrscher im Treppenhaus des Neisser Schlosses statt, wo Friedrich dem hinaufeilenden Joseph entgegenkam und beide sich in die Arme fielen. Anschließend habe Friedrich den Kaiser „an der Hand in den Saal“ geführt. Auch an den folgenden Tagen habe man „die beiden Häupter des deutschen Reiches nur Arm in Arm“ gesehen.
Für seine Buchillustration hatte Menzel den Moment des Hand-in-Hand gewählt. Auch dort ist im Hintergrund der Treppenaufgang mit dem Gefolge des Kaisers zu sehen; Joseph selbst steht jedoch schon auf gleicher Ebene mit Friedrich und überragt ihn um Haupteslänge. Für das Ölgemälde wählte Menzel den Moment der Begrüßung im Treppenhaus. An einer Wendung der Treppe begegnet der von unten heraufeilende junge Kaiser dem von oben entgegenkommenden altersreifen König. So muss Joseph zu Friedrich aufblicken, und in seine Miene legt Menzel den Ausdruck schwärmerischer Bewunderung. Seine kaiserliche Würde ist allein durch den weißen, rot gesäumten Reiseumhang im Kontrast zu Friedrichs dunkler Alltagskleidung ausgedrückt. Die Gesichter kommen sich sehr nah, die Begrüßung geschieht mit beiden Händen; die von Kugler beschriebene Umarmung zeigt Menzel jedoch nicht. Eine Ölskizze veranschaulicht, dass Menzel zunächst eine beginnende Umarmung beider als Moment der Darstellung in Betracht zog. Hinter den Herrschern erscheinen im Halbdunkel des Treppenhauses mehrere uniformierte Begleiter, deren Mimik und Gestik die Bedeutung des Augenblicks unterstreichen.

## Politische Aussage
Menzels Gemälde entstand zu einer Zeit, als das Ende des Heiligen Römischen Reichs bereits ein halbes Jahrhundert zurücklag und im 1815 gegründeten Deutschen Bund die nationale Frage und die preußisch-österreichische Rivalität immer bedrängender wurden. Vor diesem Hintergrund zeigt das Bild eine symbolische Versöhnung der beiden deutschen Großmächte, die zwar den König aus Berlin dem Kaiser aus Wien mindestens gleichstellt, zugleich aber der kleindeutschen Politik Bismarcks widerspricht.
Konstantin Sakkas deutet das Gemälde in seinem Essay Europas verlorener Sohn im Magazin CICERO auf dem Hintergrund des politischen Mythos um Friedrich folgendermaßen:

„Nichts drückt diesen Mythos besser aus als das Bild, das Adolph Menzel ein Jahrhundert später vom Zusammentreffen Friedrichs mit dem jungen Kaiser Joseph II in Neiße 1769 gemalt hat: hier der durch viele Leiden früh vergreiste, schon altersmilde lächelnde König; da der juvenile, feuerköpfige Kaiser, der dem einst viel gehassten Widersacher seiner Mutter nun mit der trunkenen Begeisterung eines Fans entgegentritt. Es ist die letzte große Ecce-Homo-Szene des Absolutismus: die staunende Reverenz des tatendurstigen Jünglings vor dem ergrauten Heroen, der in seiner Person nochmals das ganze Panoptikum menschlicher Größe und menschlicher Tragik hatte Gestalt werden lassen.“